# لیگونیر (ایندیانا)
لیگونیر، ایندیانا (به انگلیسی: Ligonier, Indiana) یک شهر در ایالات متحده آمریکا با جمعیت ۴٬۴۰۵ نفر است که در ایندیانا واقع شده‌است.